# Embraer EMB 314 Super Tucano
Embraer EMB 314 Super Tucano – brazylijski samolot szturmowy (przeciwpartyzancki). 
Pierwszy lot odbył się w 1996 roku. Maszyna jest produkowana w dwóch wersjach: w wersji jednomiejscowej A-29 oraz w dwumiejscowej AT-29. Miejsca pilotów znajdują się w opancerzonej i bogato oszklonej kabinie, którą wyposażono w noktowizor. Samolot został wyposażony w 2 karabiny maszynowe oraz po dwa zaczepy pod każdym skrzydłem i jeden pod kadłubem, na których można podczepić do 1500 kg uzbrojenia (bomb, rakiet kierowanych i niekierowanych). Samolot służy do patrolowania niedostępnych terenów, przy wykorzystaniu kamery termowizyjnej, oraz do walki z kartelami narkotykowymi. Dzięki dużej mocy silnika (1600 KM) osiąga prędkość do 600 km/h.
W grudniu 2011 roku 20 maszyn tego typu zamówiła armia USA, która zamierza wykorzystywać je jako samoloty rozpoznawcze i przeznaczone do walki ze słabo uzbrojonym przeciwnikiem. 

## Użytkownicy
- Brazylia - 33 A-29A, 66 A-29B, 4 utracono
- Kolumbia - 25 A-29B, 1 utracono
- Afganistan - 15 + 11 A-29B - 23 stycznia 2016 roku do Afganistanu dotarły pierwsze cztery z dwudziestu zakupionych w Stanach Zjednoczonych samolotów. Kolejna czwórka przybyła na miejsce 29 marca tego samego roku. Dzięki informacjom wywiadowczym, w dolinie Khostak udało się zlokalizować przywódców lokalnych bojówek terrorystycznych. 15 kwietnia w nocy, w trzech oddzielnych atakach, samoloty Tucano wyeliminowały trzech z nich przy użyciu bomb kierowanych. Było to pierwsze bojowe wykorzystanie samolotów przez Afgańczyków[1].
- Ekwador - 18 sztuk
- Indonezja - 16 A-29B, 1 utracono
- Chile - 12 sztuk
- Filipiny - 6 sztuk - zamówione w 2017 roku w celu zastąpienia ośmiu przestarzałych OV-10 Bronco[2], dostarczone w 2020 roku.
- Angola - 6 sztuk
- Dominikana - 8 sztuk
- Ghana - 5 sztuk
- Burkina Faso - 3 A-29B
- Senegal - 3 sztuki (zamówione)
- Liban - 6 sztuk[3]
- Mauretania - 2 sztuki + 1 zamówiony
- Honduras - 2 sztuki (zamówione)
- Stany Zjednoczone - 3 sztuki

## Warianty
- A-29A – jednomiejscowy
- A-29B – dwumiejscowy

## Podobne konstrukcje
- Embraer Tucano
- Beechcraft T-6 Texan II
- Pilatus PC-7
- Pilatus PC-9
- Piper PA-48 Enforcer
- Rockwell OV-10 Bronco
- Cessna A-37 Dragonfly